# Boccia op de Paralympische Zomerspelen 1988

Boccia was een van de sporten op het programma van de Paralympische Zomerspelen van 1988 in Seoel, Zuid-Korea.

## Deelnemende landen
| - Australië - Canada - Denemarken - Groot-Brittannië | - Ierland - Portugal - Verenigde Staten - Zuid-Korea |

## Individueel

### C1
| Plaats | Land | Sporter          |
| ------ | ---- | ---------------- |
| 1      | KOR  | Kang No Yun      |
| 2      | DEN  | Henrik Jorgensen |
| 3      | POR  | João Alves       |

### C2
| Plaats | Land | Sporter           |
| ------ | ---- | ----------------- |
| 1      | IRL  | Thomas Leahy      |
| 2      | KOR  | Jin Woo Lee       |
| 3      | POR  | Fernando Ferreira |

## Trio's

### C1-C2
| Plaats | Land | Sporters                                           |
| ------ | ---- | -------------------------------------------------- |
| 1      | POR  | João Alves António Marques Maria Melo              |
| 2      | KOR  | Koh Dong Choi Yu Seok Jung Kang No Yun             |
| 3      | DEN  | Lone Bak-Pedersen Henrik Jorgensen Mansoor Siddiqi |

Atletiek · Bankdrukken · Basketbal · Boogschieten · Boccia · CP-voetbal · Gewichtheffen · Goalball · Judo · Koersbal · Schermen · Schietsport · Snooker · Tafeltennis · Tennis · Volleybal · Wielersport · Zwemmen
New York & Stoke Mandeville 1984 · 
Seoel 1988 · 
Barcelona 1992 · 
Atlanta 1996 · 
Sydney 2000 · 
Athene 2004 · 
Peking 2008 · 
Londen 2012 · 
Rio de Janeiro 2016 · 
Tokio 2020 ·
Parijs 2024 ·  
Los Angeles 2028